# Vriesea
Genre
Classification APG III (2009)
Vriesea est un genre de plantes de la famille des Bromeliaceae, sous-famille des Tillandsioideae.
Ces plantes tropicales abritent une grande variété d'insectes. Dans la nature, les grenouilles peuvent passer toute leur vie dans ces Broméliacées. Ce genre est étroitement lié au genre Guzmania. Les deux genres Guzmania et Vriesea ont des fruits qui sont des capsules sèches qui se fendent pour libérer des graines munies d'aigrettes semblables à ceux des pissenlits. La plupart des espèces de Vriesea sont des plantes épiphytes qui poussent hors-sol sur les arbres. Ils n'ont pas de racines mais reçoivent tous les éléments nutritifs dont ils ont besoin par la « citerne » formée par la rosette de feuilles.
Ce genre a été nommé en l'honneur de Willem Hendrik de Vriese, botaniste néerlandais, médecin (1806-1862).
Certaines espèces sont vendues comme plantes ornementales sous le nom mensonger de « Bromelia ».

## Liste des espèces[1]
- Vriesea acuminata Mez & Wercklé
- Vriesea agostiniana E.Pereira
- Vriesea alta (Baker) E.Morren ex Mez
- Vriesea altimontana E.Pereira & Martinelli
- Vriesea altodaserrae L.B.Sm.
- Vriesea altomacaensis A.Costa
- Vriesea altomayoensis H.Luther & K.F.Norton
- Vriesea amadoi Leme
- Vriesea amazonica (Baker) Mez
- Vriesea amethystina E.Morren
- Vriesea ampla L.B.Sm.
- Vriesea andreettae Rauh
- Vriesea antillana L.B.Sm. & Pittendr.
- Vriesea apiculata L.B.Sm.
- Vriesea appariciana E.Pereira & Reitz
- Vriesea appendiculata (L.B.Sm.) L.B.Sm.
- Vriesea arachnoidea A.Costa
- Vriesea arpocalyx (André) L.B.Sm.
- Vriesea atra Mez
- Vriesea atrococcinea Rauh
- Vriesea atropurpurea Silveira
- Vriesea attenuata L.B.Sm. & Pittendr.
- Vriesea bahiana Leme
- Vriesea balanophora (Mez) L.B.Sm. & Pittendr.
- Vriesea barbosae J.A.Siqueira & Leme
- Vriesea barii J.F.Morales
- Vriesea barilletii E.Morren
- Vriesea belloi Leme
- Vriesea bi-beatricis Morillo
- Vriesea bicolor L.B.Sm.
- Vriesea biguassuensis Reitz
- Vriesea billbergioides E.Morren ex Mez
- Vriesea bituminosa Wawra
- Vriesea blackburniana Leme
- Vriesea bleheri Roeth & W.Weber
- Vriesea boeghii H.E.Luther
- Vriesea bracteosa (Mez & Wercklé) L.B.Sm. & Pittendr.
- Vriesea brasiliana L.B.Sm.
- Vriesea brassicoides (Baker) Mez
- Vriesea breviscapa (E.Pereira & I.A.Penna) Leme
- Vriesea broadwayi L.B.Sm.
- Vriesea brunei Mez & Wercklé
- Vriesea brusquensis Reitz
- Vriesea burgeri L.B.Sm.
- Vriesea burle-marxii Leme
- Vriesea cacuminis L.B.Sm.
- Vriesea calimaniana Leme & W.Till
- Vriesea camptoclada Mez & Wercklé
- Vriesea capitata (Mez & Wercklé) L.B.Sm. & Pittendr.
- Vriesea capixabae Leme
- Vriesea carinata Wawra
- Vriesea castaneobulbosa (Mez & Wercklé) J.R.Grant
- Vriesea cathcartii H.Luther
- Vriesea cearensis L.B.Sm.
- Vriesea cereicola (Mez) L.B.Sm.
- Vriesea chapadensis Leme
- Vriesea chrysostachys E.Morren
- Vriesea cipoensis O.B.C.Ribeiro, C.C.Paula & Guarçoni
- Vriesea claudiana Leme, Trind.-Lima & O.B.C.Ribeiro
- Vriesea clausseniana (Baker) Mez
- Vriesea colnagoi E.Pereira & Penna
- Vriesea comata (Mez & Wercklé) L.B.Sm. & Pittendr.
- Vriesea confusa L.B.Sm.
- Vriesea corcovadensis (Britton) Mez
- Vriesea correia-arauji E.Pereira & Penna
- Vriesea costae B.R.Silva & Leme
- Vriesea cowellii (Mez & Britton) L.B.Sm.
- Vriesea crassa Mez
- Vriesea croceana Leme & G.K.Br.
- Vriesea curvispica Rauh
- Vriesea cylindrica L.B.Sm.
- Vriesea debilis Leme
- Vriesea declinata Leme
- Vriesea delicatula L.B.Sm.
- Vriesea densiflora Mez
- Vriesea diamantinensis Leme
- Vriesea diantha H.E.Luther
- Vriesea dictyographa Leme
- Vriesea diffusa L.B.Sm. & Pittendr.
- Vriesea dissitiflora (C.Wright) Mez
- Vriesea dodsonii L.B.Sm.
- Vriesea drepanocarpa (Baker) Mez
- Vriesea dressleri Rauh
- Vriesea drewii L.B.Sm.
- Vriesea duarteana L.B.Sm.
- Vriesea dubia (L.B.Sm.) L.B.Sm.
- Vriesea duidae (L.B.Sm.) Gouda
- Vriesea duvaliana E.Morren
- Vriesea elata (Baker) L.B.Sm.
- Vriesea eltoniana E.Pereira & Ivo
- Vriesea ensiformis (Vell.) Beer
- Vriesea erythrodactylon (E.Morren) E.Morren ex Mez
- Vriesea exaltata Leme
- Vriesea extensa L.B.Sm.
- Vriesea fabioi Leme
- Vriesea farneyi Martinelli & And.Costa
- Vriesea fenestralis Linden & André
- Vriesea fibrosa L.B.Sm.
- Vriesea fidelensis Leme
- Vriesea flammea L.B.Sm.
- Vriesea flava And.Costa, H.Luther & Wand.
- Vriesea fluminensis E.Pereira
- Vriesea fontellana Leme & G.K.Br.
- Vriesea fontourae B.R.Silva
- Vriesea fosteriana L.B.Sm.
- Vriesea fradensis And.Costa
- Vriesea freicanecana J.A.Siqueira & Leme
- Vriesea friburgensis Mez
- Vriesea funebris L.B.Sm.
- Vriesea garlippiana Leme
- Vriesea gastiniana Leme & G.K.Br.
- Vriesea geniculata (Wawra) Wawra
- Vriesea gibba L.B.Sm.
- Vriesea gigantea Gaudich., Voy. Bonite
- Vriesea gladioflammans E.Pereira & Reitz
- Vriesea gladioliflora (H.Wendl.) Antoine
- Vriesea glutinosa Lindl.
- Vriesea goniorachis (Baker) Mez
- Vriesea gracilior (L.B.Sm.) Leme
- Vriesea graciliscapa W.Weber
- Vriesea gradata (Baker) Mez
- Vriesea graminifolia Mez & Wercklé
- Vriesea grandiflora Leme
- Vriesea guadelupensis (Baker) Mez
- Vriesea guttata Linden & André
- Vriesea haberi J.F.Morales
- Vriesea hainesiorum L.B.Sm.
- Vriesea haltonii H.E.Luther
- Vriesea haplostachya (C.Wright) L.B.Sm.
- Vriesea harmsiana (L.B.Sm.) L.B.Sm.
- Vriesea harrylutheri Leme & G.K.Br.
- Vriesea hatschbachii L.B.Sm. & Read
- Vriesea heliconioides (Kunth) Hook. ex Walp.
- Vriesea heterostachys (Baker) L.B.Sm.
- Vriesea hieroglyphica (Carrière) E.Morren
- Vriesea hitchcockiana (L.B.Sm.) L.B.Sm.
- Vriesea hodgei L.B.Sm.
- Vriesea hoehneana L.B.Sm.
- Vriesea hydrophora Ule
- Vriesea hygrometrica (André) L.B.Sm. & Pittendr.
- Vriesea imperialis Carrière
- Vriesea incurva (Griseb.) Read
- Vriesea incurvata Gaudich., Voy. Bonite
- Vriesea inflata (Wawra) Wawra
- Vriesea interrogatoria L.B.Sm.
- Vriesea itatiaiae Wawra
- Vriesea johnstonii (Mez) L.B.Sm. & Pittendr.
- Vriesea jonesiana Leme
- Vriesea jonghei (K.Koch) E.Morren
- Vriesea joyae E.Pereira & I.A.Penna
- Vriesea kathyae Utley
- Vriesea kautskyana E.Pereira & Penna
- Vriesea kentii H.Luther & K.F.Norton
- Vriesea koideae Rauh
- Vriesea kupperiana Suess.
- Vriesea lancifolia (Baker) L.B.Sm.
- Vriesea languida L.B.Sm.
- Vriesea latissima (Mez & Wercklé) L.B.Sm. & Pittendr.
- Vriesea laxa Mez
- Vriesea leptantha Harms
- Vriesea leptopoda L.B.Sm. & Pittendr.
- Vriesea leucophylla L.B.Sm.
- Vriesea lidicensis Reitz
- Vriesea limae L.B.Sm.
- Vriesea limonensis Rauh
- Vriesea linharesiae Leme & J.A.Siqueira
- Vriesea longicaulis (Baker) Mez
- Vriesea longiscapa Ule
- Vriesea longistaminea C.C.Paula & Leme
- Vriesea lubbersii (Baker) E.Morren ex Mez
- Vriesea luis-gomezii Utley
- Vriesea lutheriana J.R.Grant
- Vriesea lyman-smithii Utley
- Vriesea macrantha Mez & Wercklé
- Vriesea macrochlamys Mez & Wercklé
- Vriesea macrostachya (Bello) Mez
- Vriesea maculosa Mez
- Vriesea maguirei L.B.Sm.
- Vriesea malzinei E.Morren
- Vriesea marnier-lapostollei L.B.Sm.
- Vriesea maxoniana (L.B.Sm.) L.B.Sm.
- Vriesea medusa Versieux
- Vriesea melgueiroi I.Ramírez & Carnevali
- Vriesea menescalii E.Pereira & Leme
- Vriesea michaelii W.Weber
- Vriesea minarum L.B.Sm.
- Vriesea minor (L.B.Sm.) Leme
- Vriesea minuta Leme
- Vriesea mitoura L.B.Sm.
- Vriesea modesta Mez
- Vriesea mollis Leme
- Vriesea monacorum L.B.Sm.
- Vriesea monstrum (Mez) L.B.Sm.
- Vriesea montana (L.B.Sm.) L.B.Sm. & Pittendr.
- Vriesea ×morreniana E.Morren
- Vriesea morrenii Wawra
- Vriesea muelleri Mez
- Vriesea nahoumii Leme
- Vriesea nanuzae Leme
- Vriesea neoglutinosa Mez
- Vriesea noblickii Martinelli & Leme
- Vriesea nocturna Matuda
- Vriesea notata L.B.Sm. & Pittendr.
- Vriesea nutans L.B.Sm.
- Vriesea ochracea Rauh & E.Gross
- Vriesea odorata Leme
- Vriesea oleosa Leme
- Vriesea oligantha (Baker) Mez
- Vriesea olmosana L.B.Sm.
- Vriesea orjuelae L.B.Sm.
- Vriesea ororiensis (Mez) L.B.Sm. & Pittendr.
- Vriesea osaensis J.F.Morales
- Vriesea ospinae H.E.Luther
- Vriesea oxapampae Rauh
- Vriesea pabstii McWill. & L.B.Sm.
- Vriesea panamaensis E.Gross & Rauh
- Vriesea paradoxa Mez
- Vriesea paraibica Wawra
- Vriesea paratiensis E.Pereira
- Vriesea pardalina Mez
- Vriesea parviflora L.B.Sm.
- Vriesea parvula Rauh
- Vriesea pastuchoffiana Glaz. ex Mez
- Vriesea patula (Mez) L.B.Sm.
- Vriesea patzeltii Rauh
- Vriesea pauciflora Mez
- Vriesea paupera (Mez & Sodiro) L.B.Sm. & Pittendr.
- Vriesea pauperrima E.Pereira
- Vriesea pectinata L.B.Sm.
- Vriesea pedicellata (Mez & Wercklé) L.B.Sm. & Pittendr.
- Vriesea penduliflora L.B.Sm.
- Vriesea penduliscapa Rauh
- Vriesea pereirae L.B.Sm.
- Vriesea pereziana (André) L.B.Sm.
- Vriesea petraea (L.B.Sm.) L.B.Sm.
- Vriesea philippocoburgii Wawra
- Vriesea picta (Mez & Wercklé) L.B.Sm. & Pittendr.
- Vriesea pinottii Reitz
- Vriesea piscatrix Versieux & Wand.
- Vriesea pittieri Mez
- Vriesea platynema Gaudich., Voy. Bonite
- Vriesea platzmannii E.Morren
- Vriesea plurifolia Leme
- Vriesea poenulata (Baker) E.Morren ex Mez
- Vriesea procera (Mart. ex Schult. & Schult.f.) Wittm.
- Vriesea pseudoatra Leme
- Vriesea pseudoligantha Philcox
- Vriesea psittacina (Hook.) Lindl.
- Vriesea punctulata E.Pereira & I.A.Penna
- Vriesea pycnantha L.B.Sm.
- Vriesea racinae L.B.Sm.
- Vriesea rafaelii Leme
- Vriesea rastrensis Leme
- Vriesea rectifolia Rauh
- Vriesea recurvata Gaudich., Voy. Bonite
- Vriesea regina (Vell.) Beer
- Vriesea regnellii Mez
- Vriesea reitzii Leme & And.Costa
- Vriesea repandostachys Leme
- Vriesea ×retroflexa E.Morren
- Vriesea revoluta B.R.Silva
- Vriesea rhodostachys L.B.Sm.
- Vriesea ringens (Griseb.) Harms
- Vriesea roberto-seidelii W.Weber
- Vriesea robusta (Griseb.) L.B.Sm.
- Vriesea rodigasiana E.Morren
- Vriesea roethii W.Weber
- Vriesea rubra (Ruiz & Pav.) Beer
- Vriesea rubrobracteata Rauh
- Vriesea rubyae E.Pereira
- Vriesea rugosa Mez & Wercklé
- Vriesea ruschii L.B.Sm.
- Vriesea sagasteguii L.B.Sm.
- Vriesea sandrae Leme
- Vriesea sanguinolenta Cogn. & Marchal
- Vriesea saundersii (Carrière) E.Morren
- Vriesea saxicola L.B.Sm.
- Vriesea sazimae Leme
- Vriesea scalaris E.Morren
- Vriesea sceptrum Mez
- Vriesea schultesiana L.B.Sm.
- Vriesea schunkii Leme
- Vriesea schwackeana Mez
- Vriesea secundiflora Leme
- Vriesea segadas-viannae L.B.Sm.
- Vriesea seideliana W.Weber
- Vriesea serrana E.Pereira & I.A.Penna
- Vriesea silva-petrea E.Pereira & Reitz
- Vriesea silvana Leme
- Vriesea simplex (Vell.) Beer
- Vriesea simulans Leme
- Vriesea sincorana Mez
- Vriesea singuliflora (Mez & Wercklé) L.B.Sm. & Pittendr.
- Vriesea sintenisii (Baker) L.B.Sm. & Pittendr.
- Vriesea socialis L.B.Sm.
- Vriesea soderstromii L.B.Sm.
- Vriesea sparsiflora L.B.Sm.
- Vriesea speckmaieri W.Till
- Vriesea splendens (Brongn.) Lem.
- Vriesea stenophylla (Mez & Wercklé) L.B.Sm. & Pittendr.
- Vriesea stricta L.B.Sm.
- Vriesea strobeliae Rauh
- Vriesea subandina (Ule) L.B.Sm. & Pittendr.
- Vriesea subsecunda Wittm.
- Vriesea sucrei L.B.Sm. & Read
- Vriesea sulcata L.B.Sm.
- Vriesea swartzii (Baker) Mez
- Vriesea taritubensis E.Pereira & I.A.Penna
- Vriesea tarmaensis Rauh
- Vriesea tequendamae (André) L.B.Sm.
- Vriesea thyrsoidea Mez
- Vriesea tijucana E.Pereira
- Vriesea tillandsioides L.B.Sm.
- Vriesea tiquirensis J.F.Morales
- Vriesea tonduziana L.B.Sm.
- Vriesea triangularis Reitz
- Vriesea triflora L.B.Sm. & Pittendr.
- Vriesea triligulata Mez
- Vriesea tuerckheimii (Mez) L.B.Sm.
- Vriesea umbrosa L.B.Sm.
- Vriesea unilateralis (Baker) Mez
- Vriesea uxoris Utley
- Vriesea vagans (L.B.Sm.) L.B.Sm.
- Vriesea vanhyningii L.B.Sm.
- Vriesea vellozicola Leme & J.A.Siqueira
- Vriesea verrucosa L.B.Sm.
- Vriesea vexillata L.B.Sm.
- Vriesea vidalii L.B.Sm. & Handro
- Vriesea vietoris Utley
- Vriesea vinicolor E.Pereira & Reitz
- Vriesea viridiflora (Regel) Wittm. ex Mez
- Vriesea viridis (Mez & Wercklé) L.B.Sm. & Pittendr.
- Vriesea vittata (Mez & Wercklé) L.B.Sm. & Pittendr.
- Vriesea vulcanicola J.F.Morales
- Vriesea vulpinoidea L.B.Sm.
- Vriesea wawrana Antoine
- Vriesea weberi E.Pereira & I.A.Penna
- Vriesea werckleana Mez
- Vriesea williamsii L.B.Sm.
- Vriesea woodsoniana L.B.Sm.
- Vriesea wuelfinghoffii Rauh & E.Gross
- Vriesea wurdackii L.B.Sm.
- Vriesea zamorensis (L.B.Sm.) L.B.Sm.
- Vriesea zonata Leme & J.A.Siqueira

## Galerie

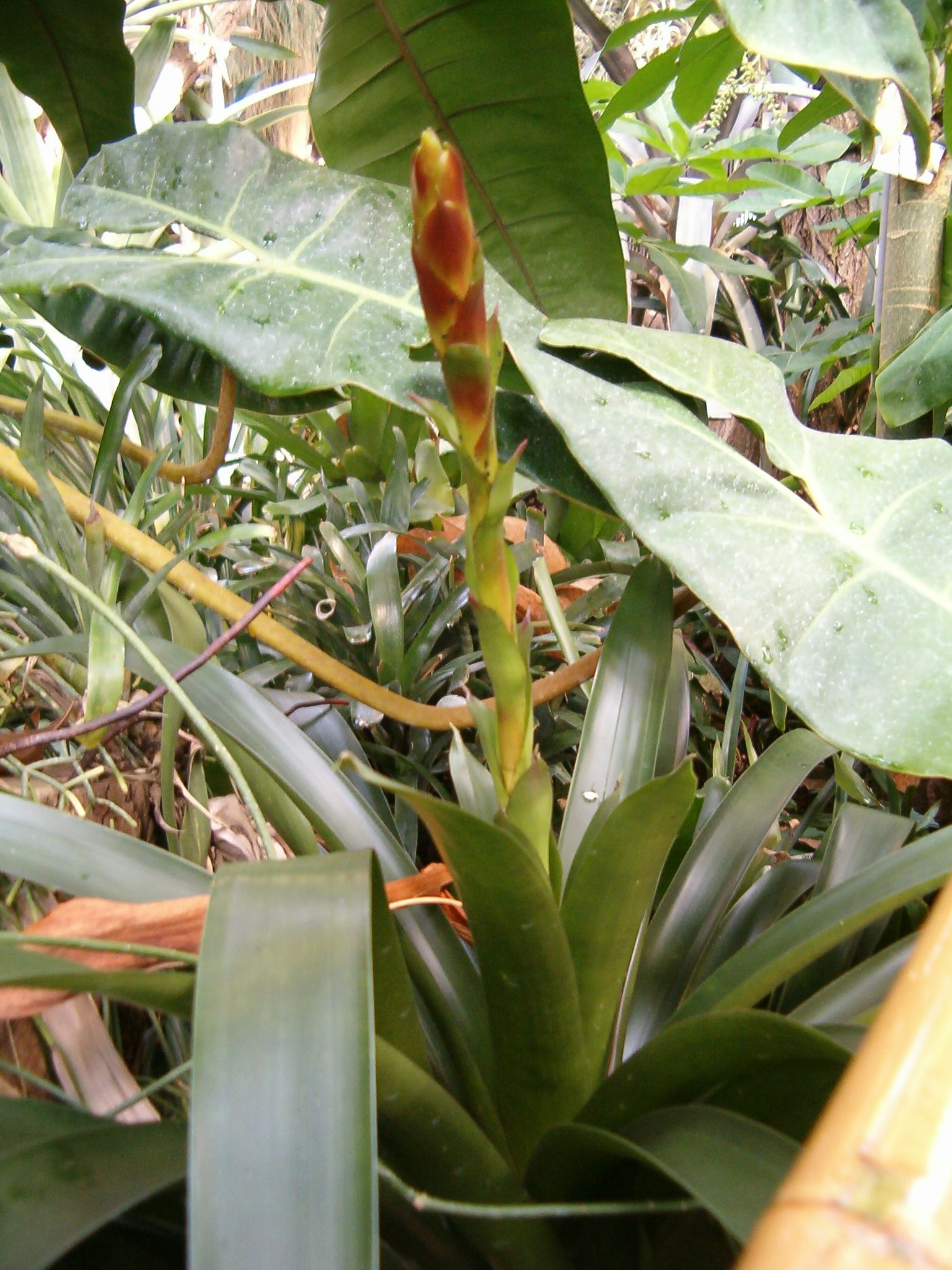
Vriesea schwackeana
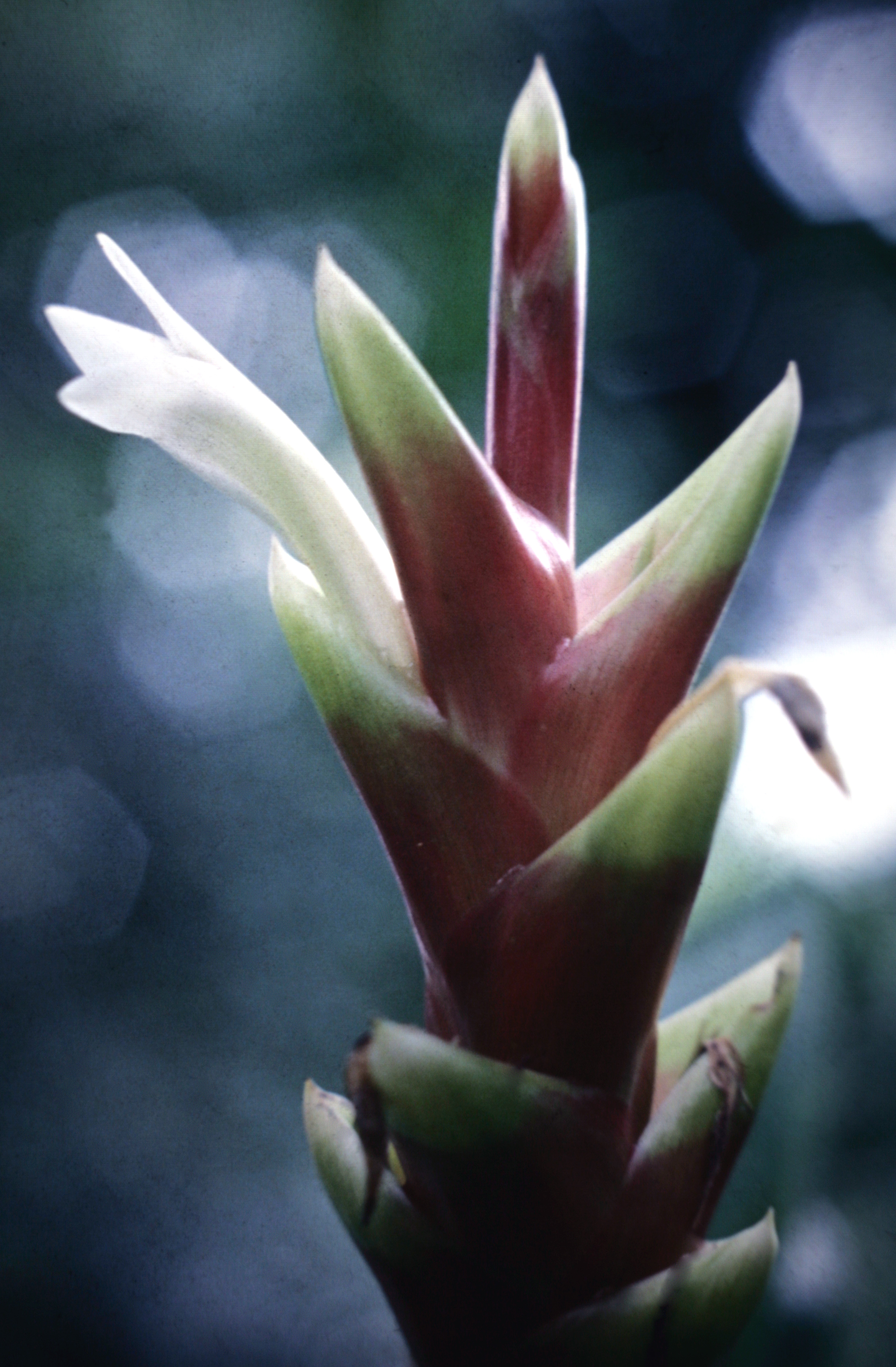
Vriesea heliconioides, Suriname
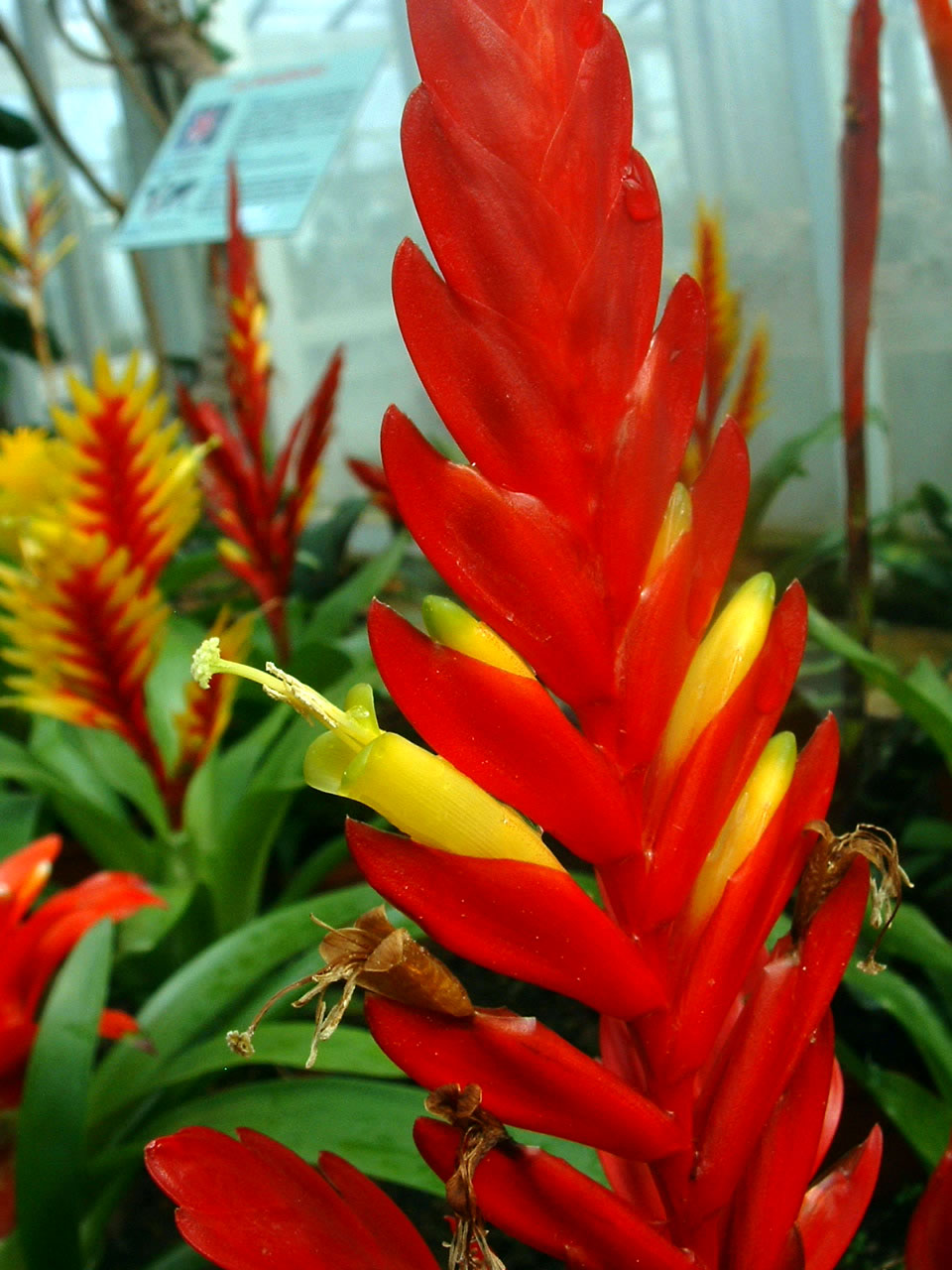
Vriesia sp. cultivar